# Les Chiens de Baskerville
Les Chiens de Baskerville (The Hounds of Baskerville) est le deuxième épisode de la deuxième saison de la série télévisée Sherlock diffusé pour la première fois sur BBC One et BBC One HD le 8 janvier 2012. Il est une très libre adaptation d'un roman narrant les aventures de Sherlock Holmes, Le Chien des Baskerville (The Hound of the Baskervilles).

## Résumé
Sherlock Holmes s'ennuie ferme dans son appartement et attend avec impatience la prochaine affaire. Après avoir repoussé un e-mail venant d'une fillette qui lui demandait de rechercher son « lapin lumineux » nommé Bluebell, il reçoit la visite de Henry Knight, un homme dont le père aurait été tué par un molosse gigantesque dans le Dartmoor vingt ans plus tôt. Henry, alors jeune garçon, a fui terrorisé avant d'être retrouvé errant et confus le lendemain matin. Après plusieurs années de thérapie, Henry a tenté de retourner sur les lieux du drame, une caverne dans les bois, mais la peur est revenue et Henry a préféré demander l'aide du détective. D'abord peu intéressé, Sherlock se prend soudainement de passion pour l'affaire quand Henry utilise le mot « molosse » (« Hound » en anglais) pour décrire la bête.

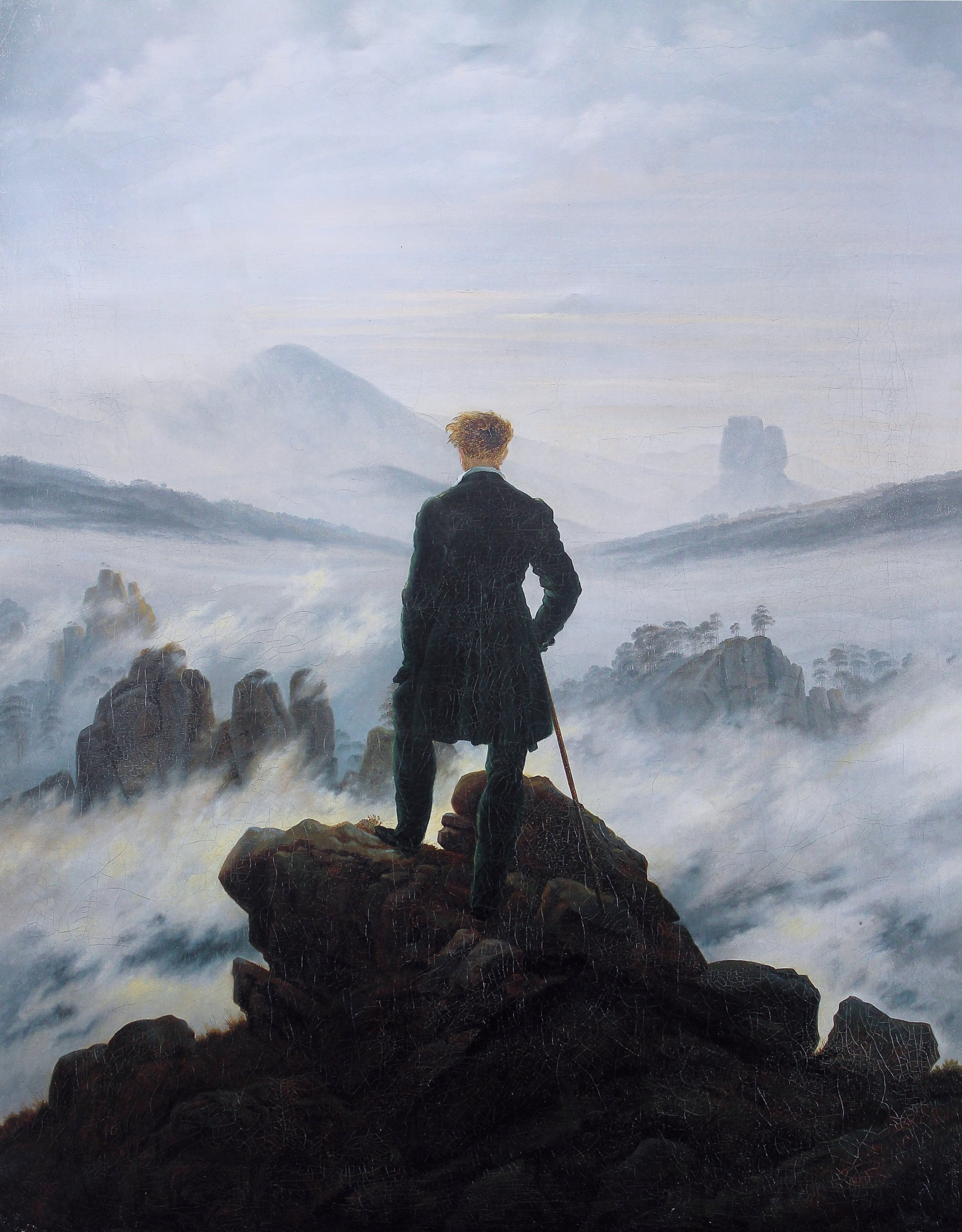
La scène où Sherlock domine la lande du Dartmoor présente des similitudes avec le tableau de Caspar David Friedrich (1818).

Sherlock et John interrogent les habitants de la région sur la légende de la bête, qui est très populaire et attire les touristes qui la cherchent dans les collines, avant de visiter le centre de recherche militaire Baskerville où se trouverait l'explication à ce mystère. Sherlock se joue de la sécurité avec une carte d'identification qu'il a subtilisée à son frère Mycroft, homme haut-placé du gouvernement. Ils sont ainsi présentés à plusieurs officiers de la base : le Major Barrymore, les généticiens Dr Stapleton et Dr Frankland. Sherlock déduit que le Dr Stapleton est la mère de la fillette qui l'a contacté pour son lapin Bluebell. Quand leurs identités sont remises en question et qu'une alerte est lancée, ils sont stoppés par le Major Barrymore qui menace de les arrêter avant que le Dr Frankland ne leur vienne en aide en désignant Sherlock comme étant Mycroft. Frankland leur confie par la suite qu'il connaissait bien le père de Henry et qu'il s'inquiète de la santé de celui-ci.
Dans la soirée, Sherlock et John rendent visite à Henry Knight, qui leur révèle se souvenir des mots « Liberty » et « In » qu'il voit dans ses rêves. Sherlock convainc alors Henry de retourner dans la lande pour affronter la bête. En chemin, John est distrait et suit une route où il surprend des signaux lumineux qu'il interprète comme du code morse. Pendant ce temps, Sherlock et Henry arrivent sur place et connaissent un épisode de terreur avant de fuir rapidement.
Dans la nuit, à leur auberge, Sherlock se montre encore secoué et avoue avoir également vu la bête bien qu'il ait affirmé le contraire à Henry. John cherche encore à décoder le signal en morse, mais découvre qu'il s'agit en réalité de phares de voiture allumés aléatoirement par un couple en pleine action dans le véhicule. Pendant le retour, Sherlock demande à John d'interroger la thérapeute de Henry, Dr Louise Mortimer. Alors qu'ils dinent ensemble, le Dr Frankland s'immisce et ruine la couverture de John en le qualifiant d'assistant de Sherlock, ce qui entraine le départ précipité de Mortimer. De son côté, seul chez lui, Henry a des hallucinations et croit voir la bête.
Au matin, Sherlock suggère que le terme « hound » ne serait pas à prendre comme un mot, mais comme une acronyme. Ils rencontrent alors l'inspecteur Lestrade, envoyé au Dartmoor par Mycroft pour surveiller Sherlock de près. Ils interrogent les aubergistes sur une découverte de John : la grande quantité de viande commandée par les propriétaires de l'auberge, dont le restaurant est pourtant végétarien. Ils avouent alors qu'ils possédaient un chien qu'ils utilisaient pour entretenir la légende, avant de se résoudre à le faire tuer parce que l'animal était incontrôlable. Lestrade repart satisfait contrairement à Sherlock, toujours sûr que le chien qu'il a vu était monstrueux.
Grâce à une autorisation de Mycroft, Sherlock obtient un accès libre à Baskerville pour 24 heures, ce qui fait enrager le Major Barrymore. Dans les niveaux souterrains du bâtiment, John fouille les laboratoires génétiques où il voit des cages pour animaux et quelques tuyaux de gaz qui fuient dans une chambre hermétique. En sortant de la pièce, il est aveuglé par un flash lumineux et une sirène hurlante. Essayant de quitter les lieux, il voit que son passe ne fonctionne plus. Il entend un grognement et s'imagine déjà face au molosse. Watson s'enferme alors dans une des cages et appelle Sherlock sur son téléphone, et ce dernier lui demande de lui décrire l'animal. Terrifié, John reste muet avant d'être sauvé par Sherlock. 
Les deux hommes vont alors voir le Dr Stapleton, qui avoue que des expériences génétiques sont menées sur les animaux. Toutefois, Sherlock croit que le chien est plutôt une hallucination causée par une drogue contenue dans le pot de sucre de Henry Knight, mais l'analyse du sucre ne montre rien. Par la méthode des loci (« palais de mémoire »), Sherlock déduit que les mots « Liberty » et « In » vus par Henry dans ses rêves désignent en fait la ville de Liberty, dans l'Indiana. Mettant la généticienne dans la confidence, Sherlock et John essaient d'accéder aux dossiers confidentiels de la base de données de Baskerville, avant d'être stoppé par un mot de passe protégé par la CIA, connu du Major Barrymore seul, mais Sherlock le découvre rapidement en observant le bureau du commandeur (il affiche une grande admiration pour Winston Churchill, et plus particulièrement Margaret Thatcher, ce qui amène Sherlock à saisir « Maggie »). Le mot « hound » est alors désigné comme l'acronyme d'un projet militaire secret concernant le développement d'une arme chimique qui provoque de violentes hallucinations. L'acronyme est basé sur les noms des cinq scientifiques du projet datant des années 1980, mais aucun ne serait encore en vie. Sherlock remarque un des jeunes assistants dans le fond de la photo, qu'il reconnait comme étant le Dr Frankland. À ce moment, John reçoit un appel téléphonique du Dr Mortimer : Henry a fui son bureau, armé et totalement confus. 
Supposant que Henry est retourné dans la lande où son père est mort, Sherlock appelle Lestrade en renfort avant de rejoindre les bois. Henry Knight y est en pleine crise d'hallucinations et est sur le point de se tuer. Sherlock parvient à lui parler et le calmer en lui expliquant que le mâtin n'est qu'une hallucination et que son père a en fait été tué par Frankland, qui portait un masque à gaz avec des optiques rouges et un T-shirt avec écrit « Hound. Liberty, In » dessus. Les souvenirs de Henry ont été troublés par le traumatisme mais comme les faits lui revenaient, il devait être réduit au silence. Afin donc d'éviter les soupçons de meurtre, Frankland a choisi de rendre Henry fou, ce qui aurait remis en cause la véracité de son histoire. Ainsi, avec un dispositif captant la pression dans le sol de la lande qui envoie une dose de la drogue dans l'air, chaque fois que Henry tentait d'affronter ses peurs, sa folie était accentuée. Alors que Henry s'apaise, tous entendent le grognement du chien, qui n'avait pas été tué mais abandonné par les aubergistes et maintenant apparait en hauteur de la lande. Sous l'effet de la drogue, Sherlock voit le visage de Jim Moriarty fondre sur lui, mais il combat sa vision pour montrer qu'il s'agit du Dr Frankland qui encourage le chien à les attaquer. Mais le chien est finalement abattu par Lestrade et John. Henry tente alors de tuer Frankland mais celui-ci parvient à fuir vers Baskerville, où il tombe sur un champ de mines et explose avec l'une d'elles.
Le lendemain, Sherlock et John prennent un café tout en discutant du cas. John s'interroge encore sur sa vision du chien dans le laboratoire alors qu'il n'était jamais allé dans la lande. Sherlock lui explique que les tuyaux devaient relâcher du gaz avec la drogue, et John comprend alors que c'est Sherlock qui l'a enfermé pour son expérience.
Les derniers plans montrent Mycroft ordonner la libération de Moriarty, détenu dans une prison gouvernementale où il a écrit le nom de Sherlock sur tous les murs.

## Sources
Librement inspiré du roman Le Chien des Baskerville (The Hound of the Baskervilles), l'épisode contient aussi des éléments de diverses autres histoires d’Arthur Conan Doyle:
- le gaz hallucinogène est une idée tirée de L'Aventure du pied du diable (The Adventure of the Devil's Foot)
- lorsque Holmes apparaît couvert de sang et un harpon à la main au début de l'épisode, c'est une référence à Peter le Noir (The Adventure of Black Peter)
- les cas d'animaux disparus rappellent La Cycliste solitaire (The Adventure of the Solitary Cyclist)
- le faux pari que tient Holmes avec Watson devant le guide pour lui soutirer malgré lui des informations est une référence directe au pari concernant l'origine d'oies dans L'Escarboucle bleue (The Adventure of the Blue Carbuncle).
- le fait que Holmes demande quelque chose de plus fort que du thé, « 7 % plus fort », est une référence à son utilisation d'une solution constituée de 7 % de cocaïne dans Le Signe des quatre (The Sign of the Four)

## Production
Considérant que Le Chien des Baskerville (The Hound of the Baskervilles), publié pour la première fois en 1902, était l'un des plus célèbres romans de Conan Doyle, le scénariste Mark Gatiss s'est senti obligé d'inclure davantage d'éléments familiers de l'histoire originale que pour les adaptions d'histoires moins connues,.
Conan Doyle ayant tué son personnage fétiche en 1893 dans Le Dernier problème (The Final Problem), il l'a finalement ressuscité sous la pression populaire en écrivant d'autres aventures. Gatiss remarque que Conan Doyle devient lassé de Holmes au milieu du Chien des Baskerville, où il est remarqué par son absence, et où le rôle de Watson est mis au premier plan. Cependant, contrairement à l'histoire originale, les producteurs ont décidé de plus utiliser le protagoniste principal dans leur adaptation, et Sherlock ne fait que menacer de rester à Londres.
Gatiss avait l'intention de maximiser les éléments du genre de l'horreur, « et traiter l'épisode comme une histoire d'horreur, [bien que] en l'abordant d'un point de vue rationnel,. »

« Je voulais faire un épisode aussi effrayant que possible, pour que ce soit une vraie histoire d'horreur. Mais je ne voulais pas en faire une histoire de maison hantée. Donc, j'ai réalisé que la chose dont nous avons le plus peur aujourd'hui est un gouvernement impersonnel et des théories du complot... ce sont les équivalents modernes des histoires de fantômes. Donc, plutôt que de faire de Baskerville une grande maison sinistre, on en a fait une base secrète... avec des rumeurs parlant de « choses » qu'ils y élèvent. »

— Mark Gatiss
Les producteurs ont aussi cherché à faire un chien crédible, parce que, d'après Gatiss, le public est toujours déçu par le chien dans les adaptations.

## Distribution
- Benedict Cumberbatch (VF : Gilles Morvan) : Sherlock Holmes
- Martin Freeman (VF : Yann Peira) : Dr John Watson
- Mark Gatiss (VF : Patrick Osmond) : Mycroft Holmes
- Una Stubbs (VF : Nicole Favart) : Mrs Hudson
- Rupert Graves (VF : Loïc Houdré) : l'inspecteur Lestrade
- Andrew Scott (VF : Cédric Dumond) : Jim Moriarty
- Russell Tovey : Henry Knight
- Amelia Bullmore : Dr Jacqui Stapleton
- Clive Mantle : Dr Bob Frankland
- Sasha Behar : Dr Louise Mortimer
- Simon Paisley Day : le major John Barrymore

## Réception

### Audiences
En France, l'épisode a connu un grand succès, étant suivi par 1,51 million de téléspectateurs soit 5,7 % de parts de marché. Rediffusé sur France 2 le 10 juillet 2013, il a été regardé par 2,296 millions de téléspectateurs soit 10,6 % de parts de marché.

### Accueil par la critique
Les critiques de l'épisode sont généralement positives. Terry Ramsey, du Telegraph, a qualifié le changement de la maison gothique en base de recherche militaire d'une « idée inspirée de modernisation ». Il a également félicité les deux acteurs principaux, et écrit que le « scénario est vif et spirituel, et l'adaptation est ingénieuse, tout en restant fidèle à l'originale. C'est un classique moderne ».
Lorsqu'il compare l'épisode au précédent, Un scandale à Buckingham, écrit par Steven Moffat, David Butcher, du Radio Times, écrit « qu'il est plus qu'une affaire sinistre, la prise de vue est nerveuse, pleine de paranoïa et de suspense ». Sam Wollaston, du Guardian ajoute à la comparaison que cet épisode a « un rythme du 21e siècle et pétille avec l'esprit que l'on attend de Sherlock... [capturant] l'essence du Chien des Baskerville. Comme l'original, il est proprement sinistre. »
Dans The Telegraph, Chris Harvey a identifié un certain nombre d'indices, de références culturelles et d'inspirations possibles à l'épisode. Il suggère que la scène où Sherlock Holmes escalade seul les monts du Dartmoor et observe la lande en contrebas, est une référence visuelle au Le Voyageur contemplant une mer de nuages (Der Wanderer über dem Nebelmeer) du peintre allemand Caspar David Friedrich au XIXe siècle. Harvey a aussi parlé de plusieurs références au personnage Hannibal Lecter créé par Thomas Harris, certaines similitudes d'intrigue avec le film de 2005 Batman Begins, et certaines blagues rappelant Scooby Doo.
Le British Board of Film Classification a classé l'épisode du 12 certificate (déconseillé aux moins de 12 ans) pour « de la violence et des menaces modérées ».